# Lehlohonolo Majoro
Lehlohonolo Majoro (Ladybrand, 19 agosto 1986) è un calciatore sudafricano, attaccante svincolato.

## Palmarès

### Club

#### Competizioni nazionali
- Coppa del Sudafrica: 1

Orlando Pirates: 2013-2014